# Камполара

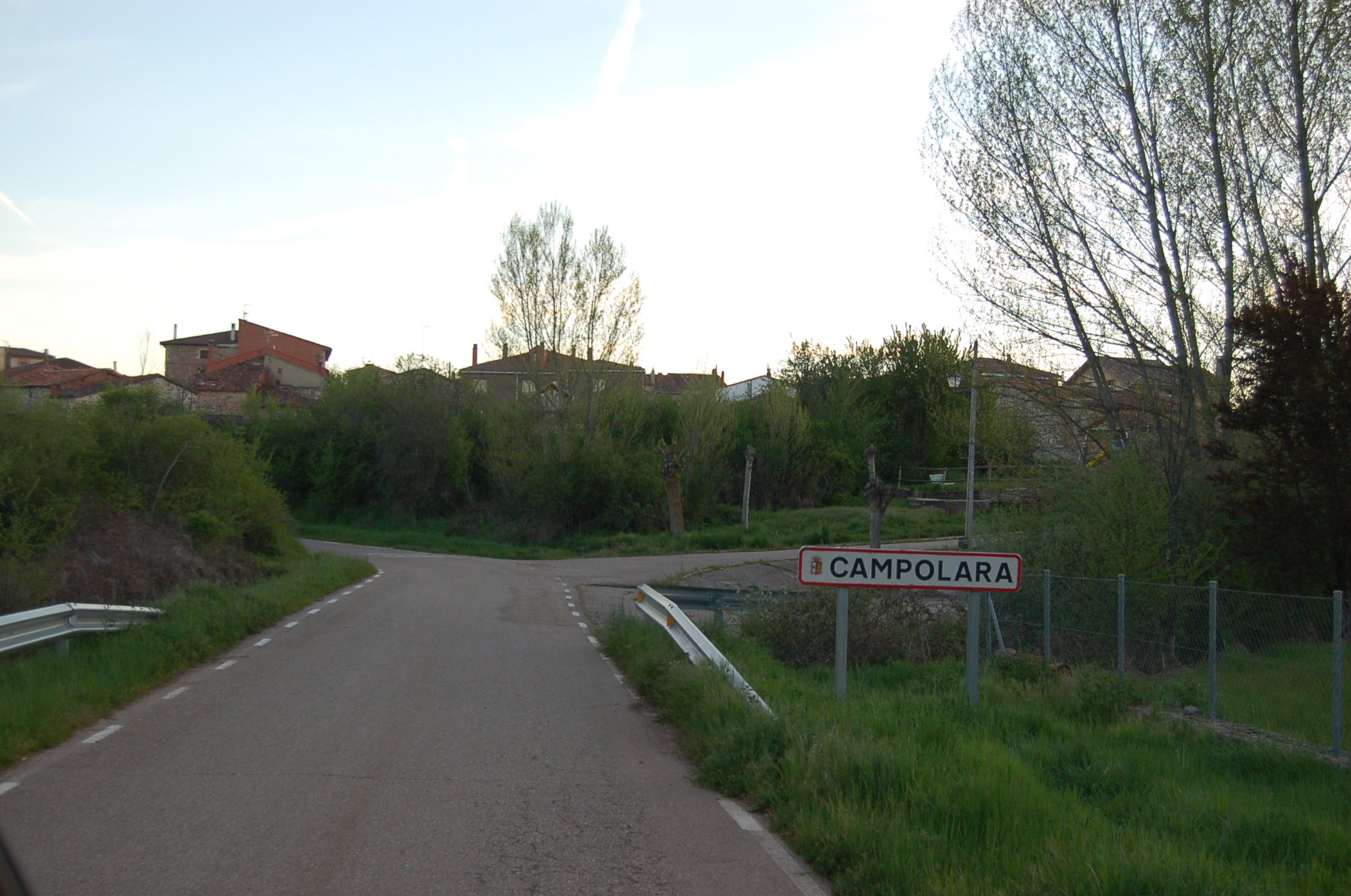

Камполара (ісп. Campolara) — муніципалітет в Іспанії, у складі автономної спільноти Кастилія-і-Леон, у провінції Бургос. Населення — 66 осіб (2010).
Муніципалітет розташований на відстані близько 190 км на північ від Мадрида, 33 км на південний схід від Бургоса.

## Демографія
Динаміка населення (INE ):